# 李佰聰
台灣台南人，曾擔任美國CNET電子商務技術部門的負責人，後看中台灣電子商務發展的潛力，於2001年2月回台接任台灣CNET總經理。曾表示台灣因擁有完整的上下游供應鏈建置，是一個很好的電子商務測試平台；但台灣與美國電子商務發展的模式不相同，應採用不同模式。
現任LiveCode總經理，以推廣寫程式為目的，希望讓每個人都可以學會寫程式。